# Dusona obscurator
Dusona obscurator là một loài tò vò trong họ Ichneumonidae.